# Ponte de Saratov
A Ponte de Saratov (em russo: Саратовский мост,  Sarátovskij most), cruza o rio Volga em Saratov, na Rússia. Em 1965, quando foi inaugurada, era a ponte a mais longa da União Soviética com seu comprimento de 2.803,7 metros (9.198 ft). A ponte conecta Saratov, no banco ocidental do Volga, com a cidade de Engels no banco oriental.